# Alessandro Sanquirico

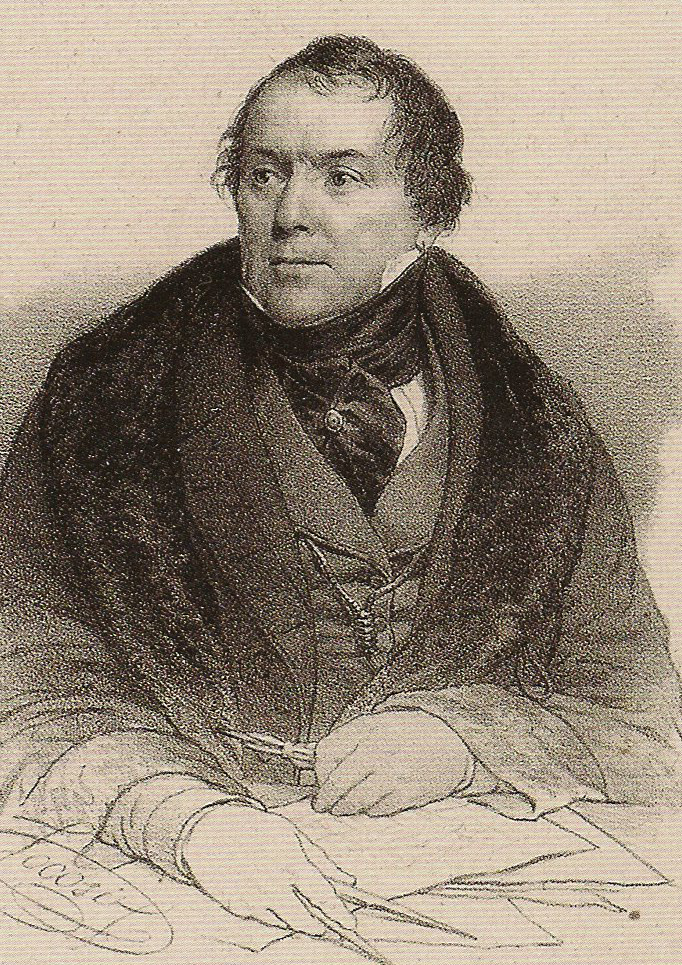
Alessando Sanquirico, 1822, Lithografie von Roberto Focosi

Alessandro Sanquirico (* 27. Juli 1777 in Mailand, Habsburgermonarchie; † 13. März 1849 ebenda, Kaisertum Österreich) war ein italienischer Maler, Szenograf, Architekt und Dekorateur, der vor allem Festdekorationen schuf und als bedeutender Bühnenbildner an der Mailänder Scala in die Geschichte eingegangen ist.

## Leben
Er kam als eines von sechs Kindern von Ambrogio Sanquirico und dessen Frau Marianna Grassi in Mailand zur Welt, die im selben Haus in der Contrada del Bocchetto (seit 1834: Via della Posta) nahe der Piazza Cordusio das Caffè Sanquirico führten. Seine Geschwister waren die vier Brüder Pio, Giuseppe, Carlo und Antonio sowie die Schwester Rachele. Alessandro selber heiratete nie und hatte keine Nachkommen.
Er studierte in seiner Heimatstadt an der Accademia di Belle Arti der Brera, bei Giuseppe Piermarini (Architektur), Leopoldo Pollack (Elemente der Architektur), Giuliano Traballesi (Malerei), Giuseppe Franchi (Bildhauerei) und Martino Knoller (Kolorit).
Anfangs malte und entwarf er vor allem Festdekorationen für besondere Anlässe in Mailand und war beispielsweise 1801 an den Dekorationen zu einem Fest auf der Piazza del Foro Bonaparte beteiligt  (26. November) oder an der Gestaltung von zwölf Grabmonumenten in den öffentlichen Gärten zum „Fest der Republik“ am 26. Juni 1803. Dabei arbeitete er oft mit Giovanni Pedroni zusammen und unter der Oberleitung von Andrea Appiani, Luigi Canonica und Carlo Brentano de Grianty.

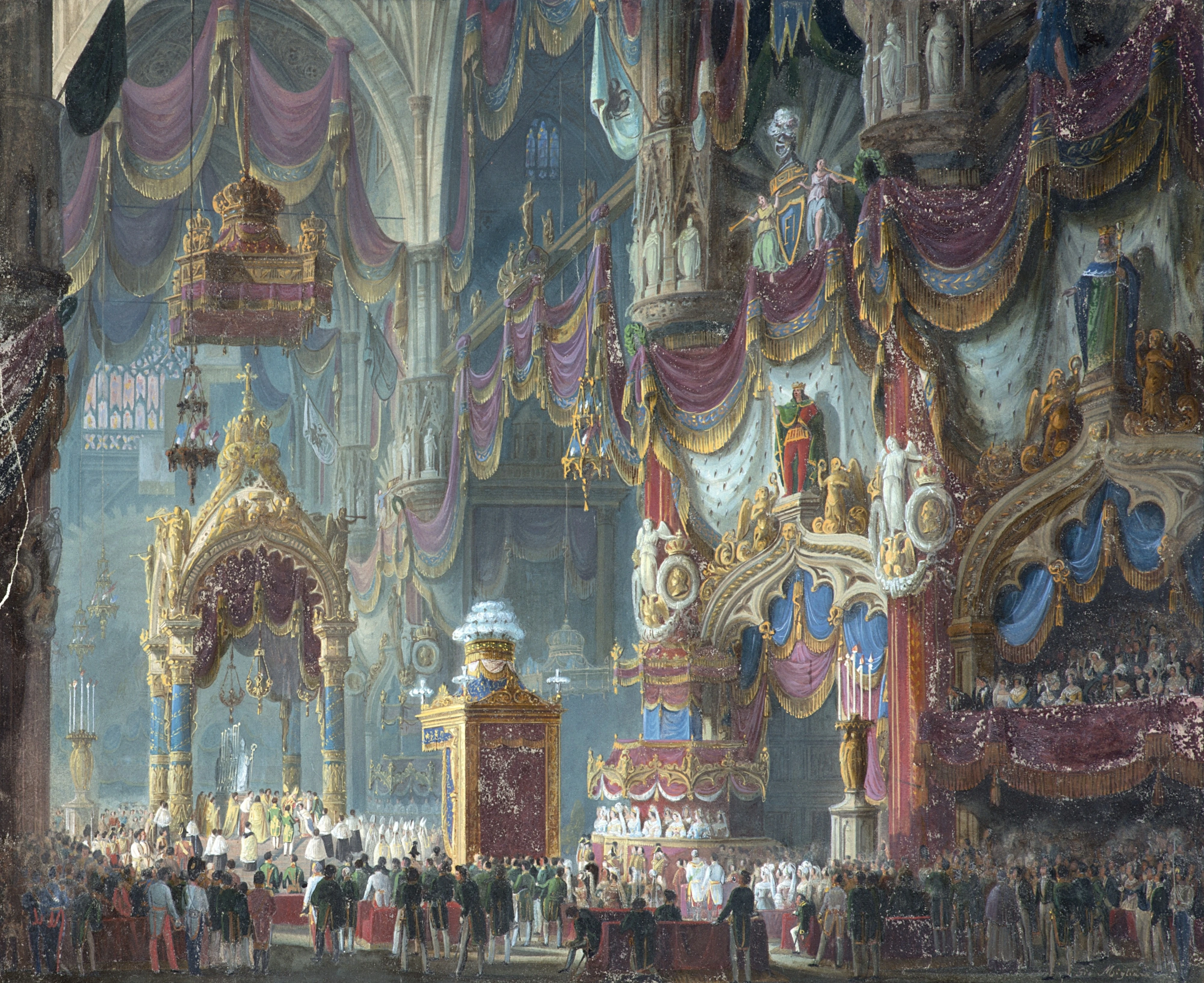
Dekorationen von Sanquirico zur Krönung Ferdinands I. im Mailänder Dom, 1838

1805 schuf Sanquirico verschiedene klassizistische Festdekorationen anlässlich der Krönung von Napoleon zum König von Italien (26. Mai), dabei war er auch verantwortlich für Feuerwerke sowie Illuminationen in den öffentlichen Gärten, sowie für die Umgestaltung der Bühne des Teatro alla Scala für den Ball zu Ehren Napoleons (31. Mai). Auch bei weiteren Aufenthalten Napoleons in Mailand im Jahr 1807 schuf Sanquirico unter anderem Triumphbogen-Dekorationen in der Stadt sowie die Bühnenbilder zu Aufführungen von Ferdinando Paërs Oper Camilla in der Mailänder Scala (22. November 1807).
Neben diversen ähnlichen Arbeiten im Dienste der damaligen französischen Machthaber gestaltete er für den Vizekönig Eugène de Beauharnais und dessen Gemahlin Augusta Amalia von Bayern auch die Sommerresidenz in der Villa Reale di Monza im klassizistischen Stil um, dabei freskierte er das Schlosstheater mit Friesen und Putten (1808), und malte das Bureau des Vizekönigs und den Raum der Hofdamen (1812) aus. Für den Herzog von Lodi, Francesco Melzi d’Eril, schuf Sanquirico im Billardsaal von dessen Villa in Bellagio ein Trompe-l’œil-Dekor mit Landschaften und fliegenden Schwalben (1812). Zur Eröffnung des Teatro Sociale von Como am 28. August 1813 bemalte er den Bühnenvorhang mit einem vielbewunderten Ausbruch des Vesuv und Tod von Plinius d. Ä.
Auch unter der Regierung der österreichischen Habsburger konnte Sanquirico seine Karriere mit mindestens ebenso großem Erfolg fortsetzen und schuf beispielsweise zusammen mit Giovanni Perego die Bühnenbilder für die Aufführungen an der Mailänder Scala während des Besuchs von Kaiser Franz II. in Mailand in der Zeit vom 31. Dezember 1815 bis zum 8. März 1816. Sanquirico war in den folgenden Jahrzehnten der „Meister der Feste“ und schuf Dekorationen für Bälle und Empfänge, unter anderem für Erzherzog Rainer (24. Mai 1818) und für Kaiser Franz II. (11.–23. Juni 1825), und für Feste im Palazzo Litta (1825, 1830, 1841), auf den Borromäischen Inseln am Lago Maggiore (1828) und im Palazzo der Gräfin Julija Pavlovna Samojlova (1832). Als besonders denkwürdig galten seine Dekorationen zu den Krönungsfeierlichkeiten von Ferdinand I. zum König von Lombardo-Veneto in Mailand am 6. September 1838.
Daneben stattete er immer wieder auch die Begräbnisfeierlichkeiten hoher Persönlichkeiten aus, darunter die kaiserliche Gemahlin Maria Ludovika Beatrix von Österreich-Este, die am 7. April 1816 in Verona verstarb. Zu den Trauerfeierlichkeiten für Kaiser Franz II., am 7. bis 9. April 1835 ließ Sanquirico in kürzester Zeit im Mailänder Dom einen von acht schlafenden Löwen-Figuren bewachten gotischen Sarkophag errichten, umgeben von Allegorien des Glaubens, der Gerechtigkeit, Mäßigkeit, Vorsicht und der Beständigkeit, die von Pompeo Marchesi geschaffen wurden.

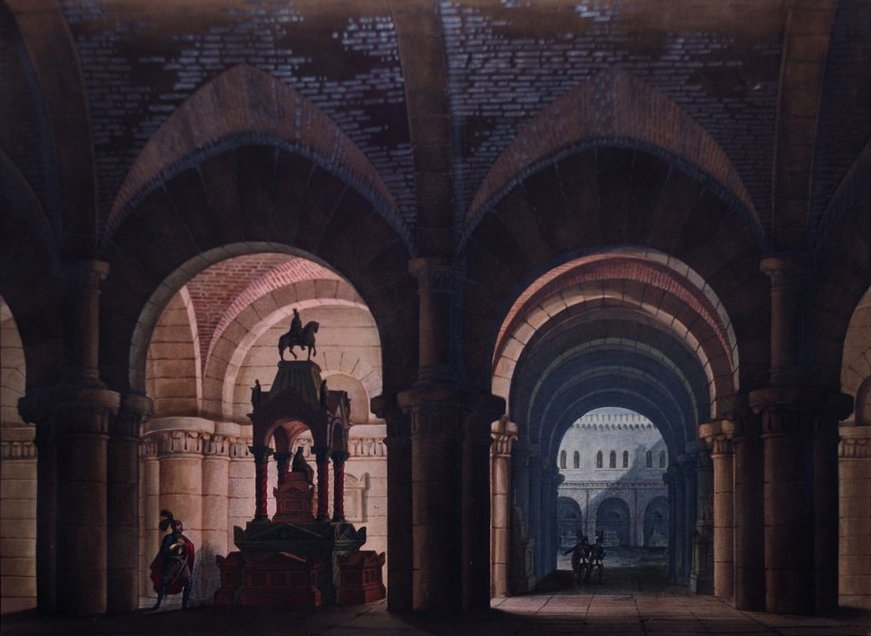
Grabstätte der Könige von Dänemark, Bühnenbild für die Oper Amleto von Saverio Mercadante, 1822

Vor allem aber war Alessandro Sanquirico von 1817 bis 1832 der offizielle Bühnenbildner der Mailänder Scala und anderer Mailänder Theater, für deren Opern- und Ballettaufführungen er viele spektakuläre, fantasievolle Dekorationen schuf und dabei Kenntnisse in unterschiedlichsten Stilen einbrachte, von der römischen Antike über Romanik, Gotik und Renaissance bis zu altägyptischen, altpersischen oder orientalischen Stilen. Dabei inszenierte er unter anderem Opern von Rossini, Mercadante, Pacini, Bellini und Donizetti, und Ballette von Salvatore Viganò, Gaetano Gioia und Giovanni Galzerani. Stendhal sprach von Sanquiricos „göttlichen Dekorationen“, die so wunderbar gewesen seien, „dass niemand sich etwas Besseres ausdenken kann: Es ist die Vollkommenheit einer Kunst“.
Die wichtigsten Uraufführungen, für die Sanquirico die Bühnenbilder schuf, waren: Gioachino Rossinis La Gazza ladra (Scala, 31. Mai 1817), Donizettis Opern Chiara e Serafina (Scala, 26. Oktober 1822), Anna Bolena (Teatro Carcano, 26. Dezember 1830), und L’elisir d’amore (Teatro alla Canobbiana, 12. Mai 1832), sowie Bellinis Opern Il pirata (Scala, 27. Oktober 1827), La straniera (Scala, 14. Februar 1829), La sonnambula (Teatro Carcano, 6. März 1831) und Norma (Scala, 26. Dezember 1831). Mit der berühmten Sopranistin Giuditta Pasta, der Protagonistin einiger der genannten Werke, war Sanquirico befreundet und beide hatten am Lago di Como benachbarte Villen.

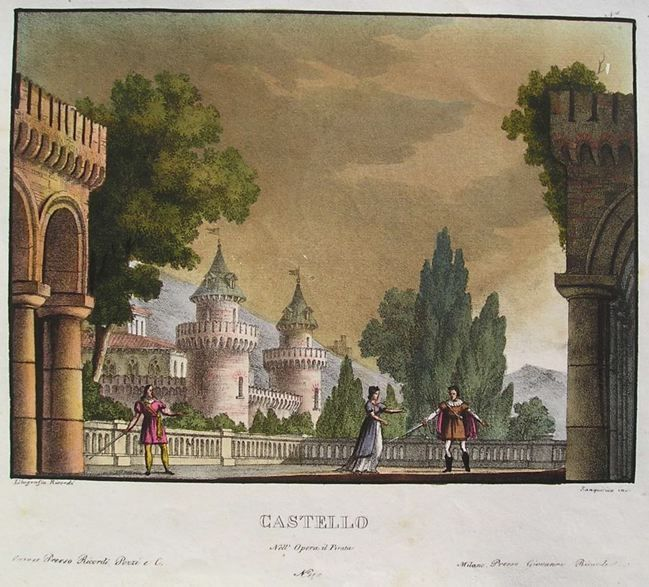
Bühnenbild-Entwurf für die Oper Il pirata von Vincenzo Bellini, 1827

Sanquirico entwarf außerdem zwischen 1821 und 1823 für das Teatro alla Scala neue Lampen und bemalte einen neuen Bühnenvorhang mit „ländlichen Szenen“ deren „Lebendigkeit und Anmut“ sehr gelobt wurden (Gazzetta di Milano, 27. August 1823). 1830 renovierte er unter der Oberaufsicht von Canonica und gemeinsam mit Francesco Hayez das gesamte Theater. Auch andere Opernhäuser wurden von Sanquirico renoviert: das Teatro Re in Mailand (1822), das durch einen Brand ruinierte und wiederaufgebaute Teatro della Concordia in Cremona (wiedereröffnet am 11. September 1824), das Teatro Comunitativo von Piacenza (1827), das Theater von Varese (1830) und das Teatro Sociale von Bergamo (1830).
Trotz seines großen Erfolges und Ansehens wurde Sanquirico 1832 ganz unerwartet von der Scala entlassen und von dem neuen Theaterleiter Teodoro Gottardi durch ein aus Domenico Menozzi, Baldassarre Cavallotti und Carlo Ferrari bestehendes Trio ersetzt. Da deren künstlerische Ergebnisse jedoch zu wünschen übrigließen, wurde Sanquirico auf Wunsch des Gouverneurs Graf Franz de Paula Hartig 1833 als „Berater“ (consulente) wieder eingestellt. 1843 wurde er von Johann Baptist Spaur, dem Superintendenten der Scala  zum consulente generale ernannt, zusammen mit Francesco Hayez und Giulio Ferrario.
Daneben malte er auch Fresken in der Familienkapelle der Borromeo in der Mailänder Kirche Santa Maria Podone (1825), Fresken an der Eingangsfassade, der Apsis und dem Presbyterium des Mailänder Domes (1830–31), sowie an der Fassade des Palazzo Cicogna in Mailand (1828). Das Schloss des Grafen Móric Sándor in Bajna bei Budapest schmückte er mit Malereien im etruskischen Stil (vor 1834).
Sanquirico war Ehrenmitglied der Kaiserlichen Akademie für Schöne Künste in Wien (ab 1836) und der Accademia di Brera (1844).
Mit fortschreitendem Alter zog er sich immer häufiger in seine Villa am Lago di Como zurück und starb mit 71 Jahren in Mailand am 13. März 1849. Er wurde auf dem Fopponino an der Porta Vercellina begraben.

## Bühnenbild-Entwürfe von Alessandro Sanquirico

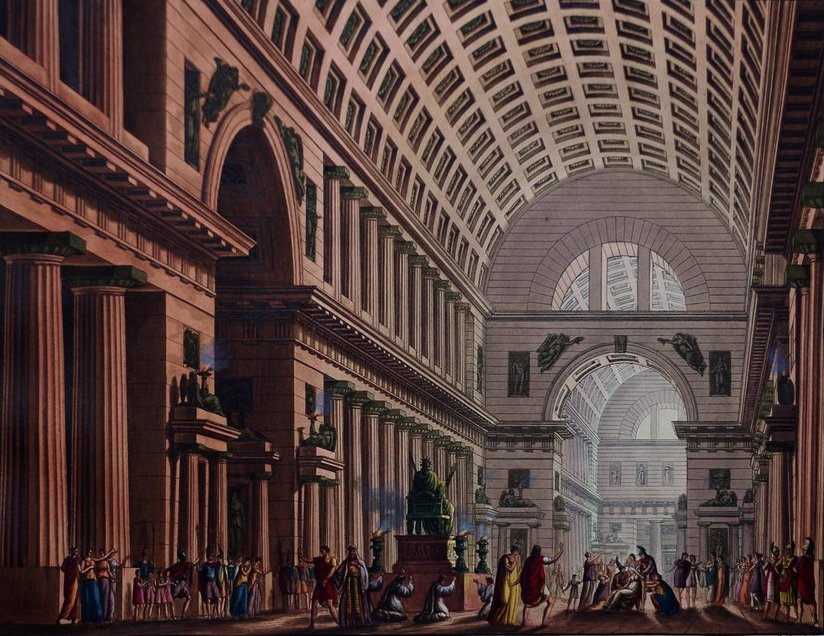
Tempel des Jupiter, für das Ballett Mirra, ossia La vendetta di Venere von Salvatore Viganò, 1817
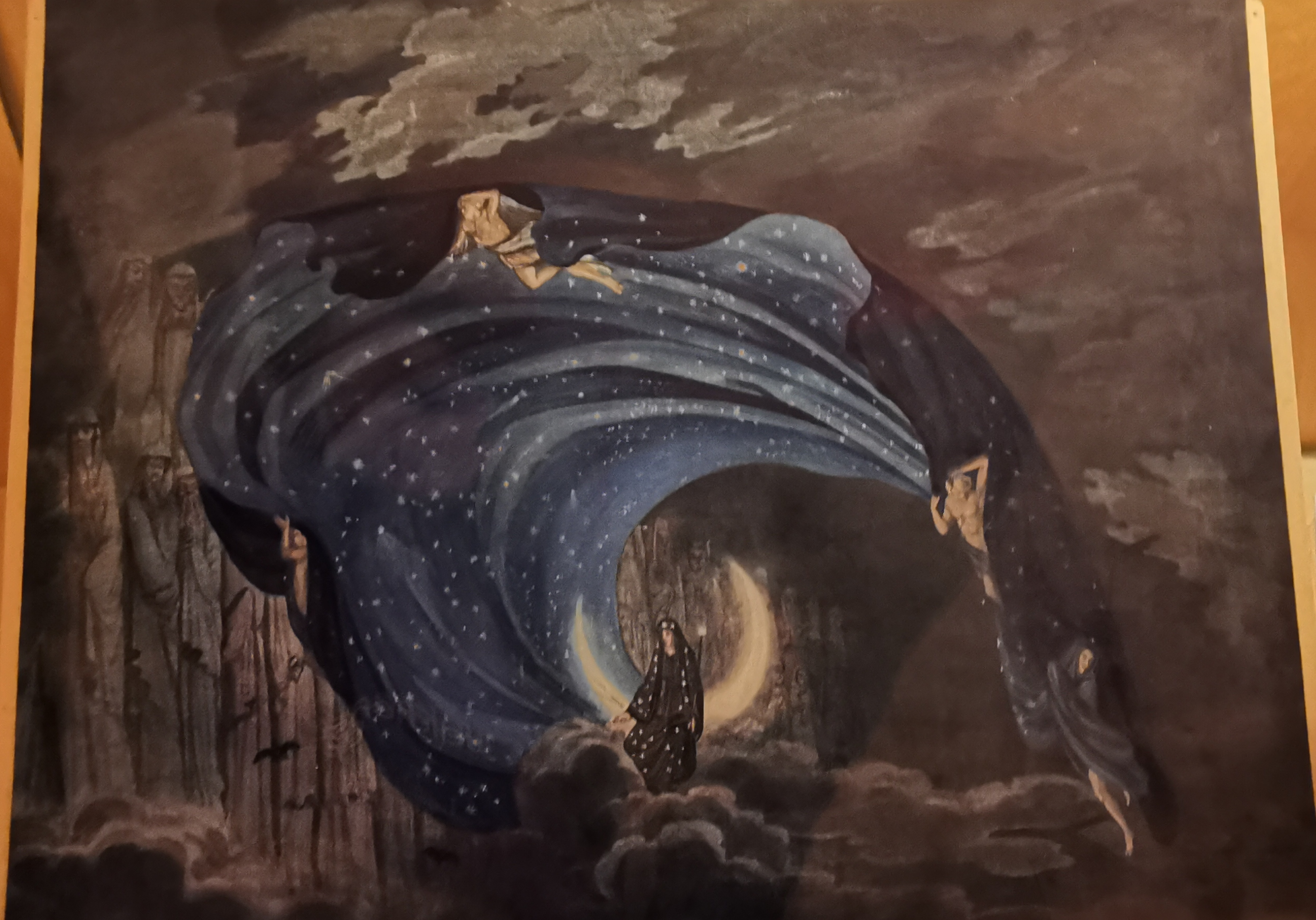
Entwurf für Die Zauberflöte (Auftritt der Königin der Nacht) von Wolfgang Amadeus Mozart, 1819
Galerie, Entwurf für die Oper I due Figaro von Michele Carafa, 1820
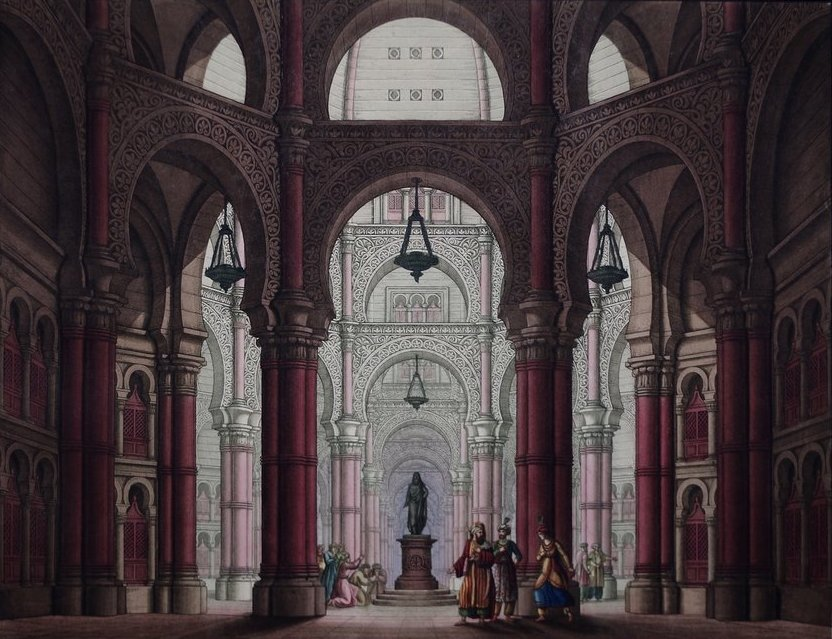
Tempel in Mekka, für das Ballett Maometto von Francesco Clerico, 1822
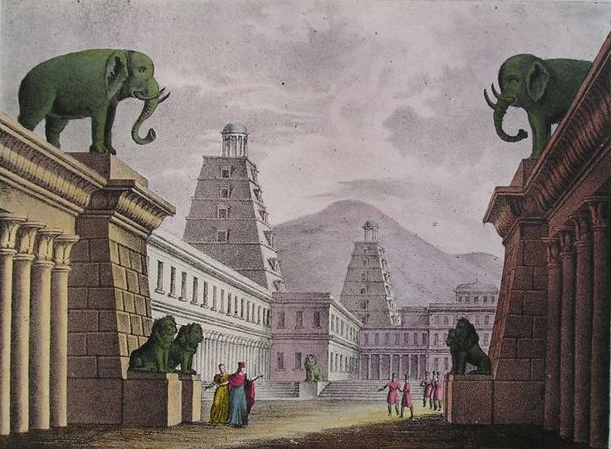
Akt 1, Szene 13: Prächtiger Ort im Palast der Semiramide, für die Oper Semiramide von Gioachino Rossini, 1824
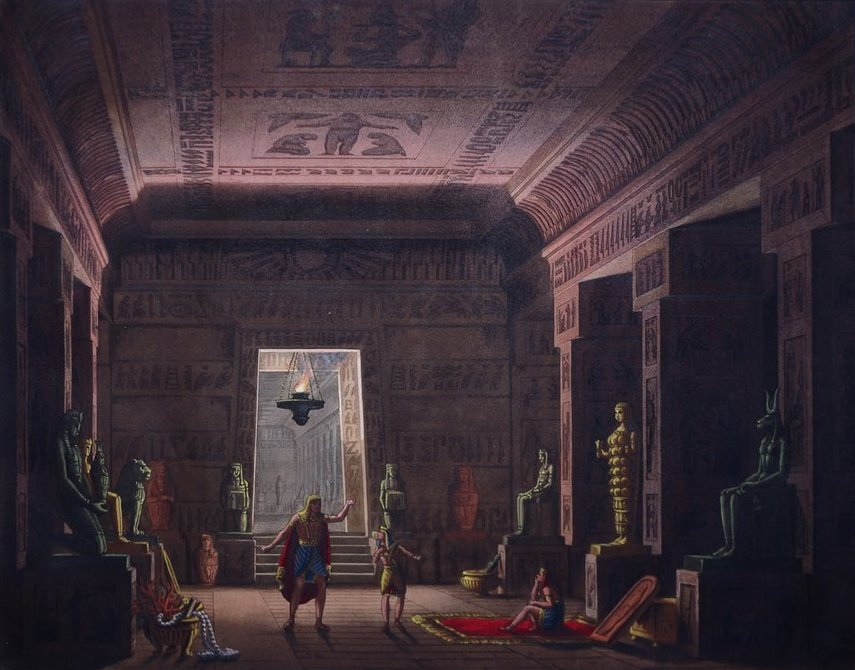
Unterirdischer Raum für die königlichen Schätze, für das Ballett Sesostri von Salvatore Taglioni, 1824
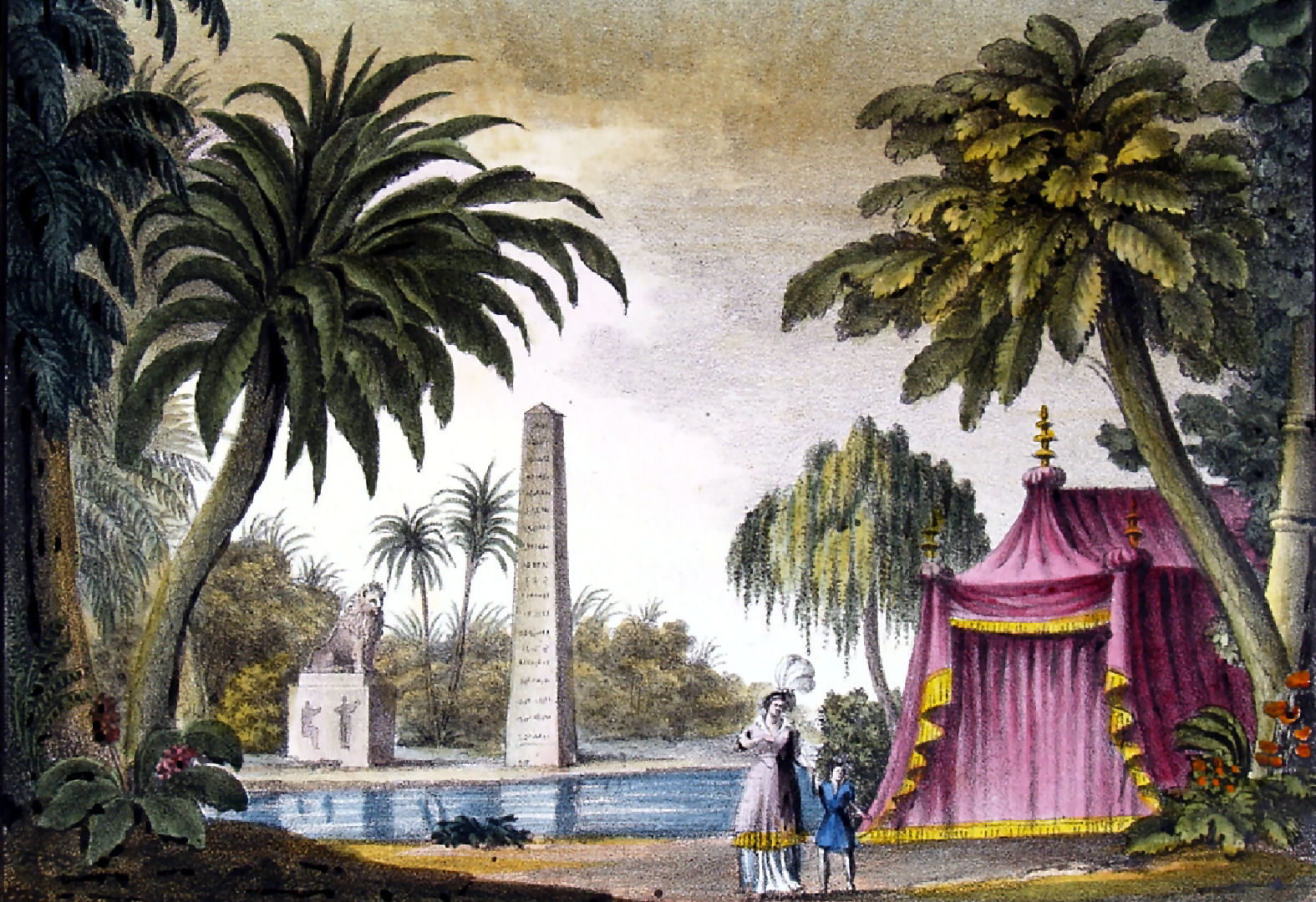
Akt I, Szene 2 in der Oper Il Crociato in Egitto von Giacomo Meyerbeer, 1824 / 1826
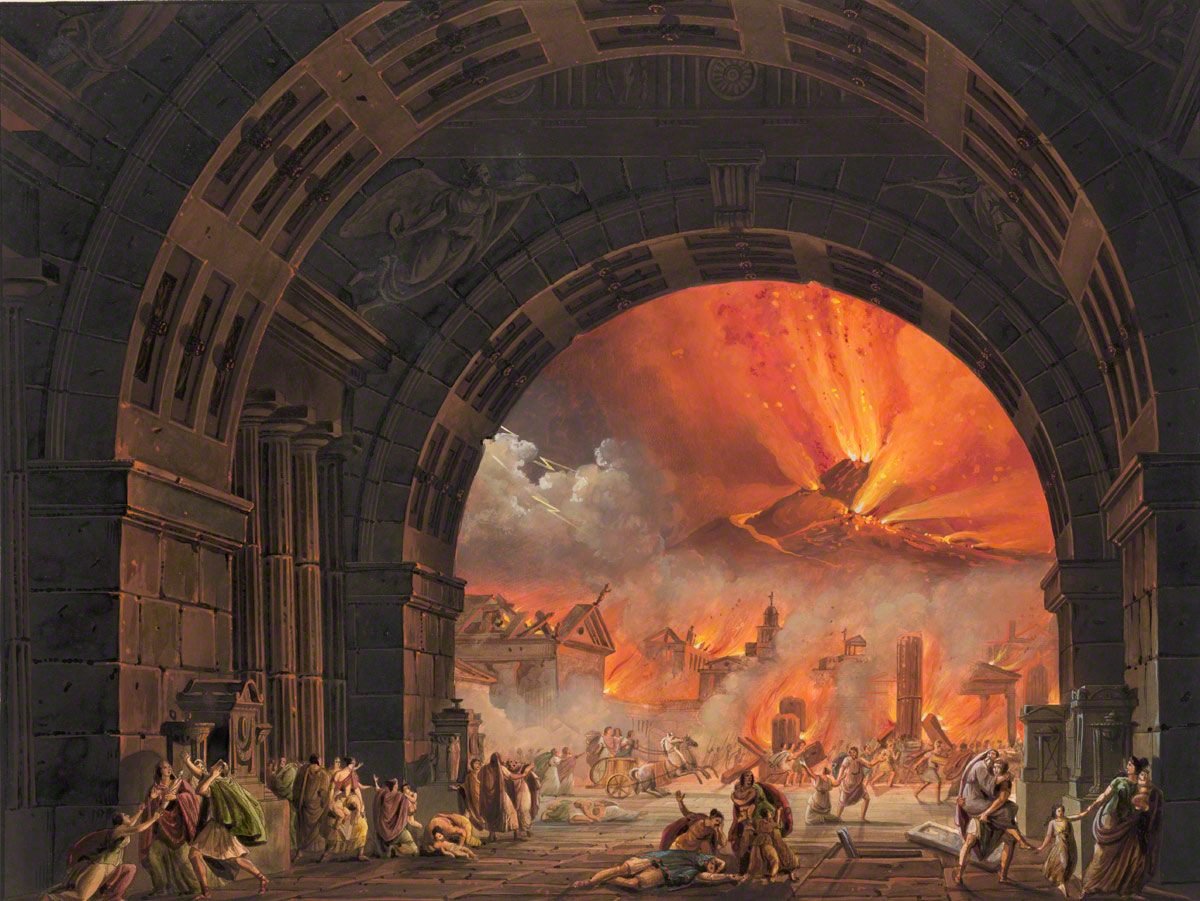
Ausbruch des Vesuv, letztes Bild für die Oper L’ultimo giorno di Pompei von Giovanni Pacini, 1827
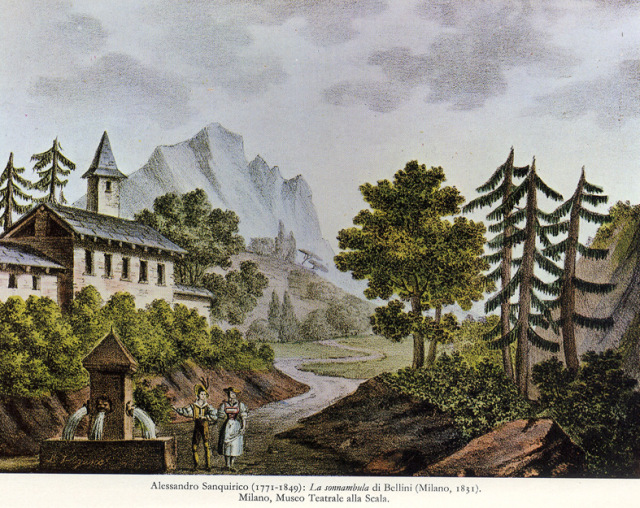
Akt II, Szene 2 in der Oper  La sonnambula von Vincenzo Bellini, 1831
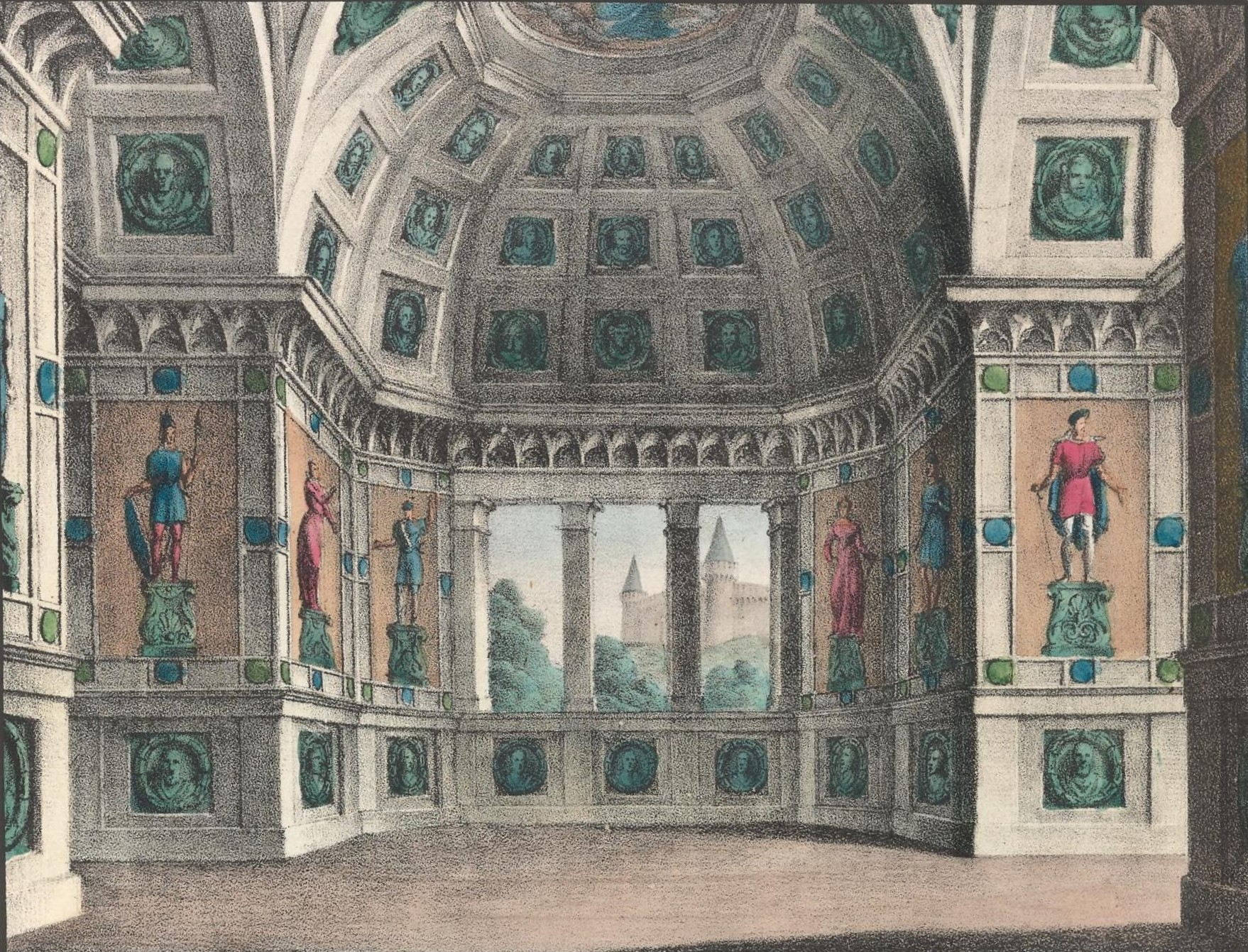
Königliches Appartement, für die Oper Ugo, conte di Parigi von Gaetano Donizetti, 1832